# ایوری شرایبر
اِیوری شرایبر (انگلیسی: Avery Schreiber؛ ۹ آوریل ۱۹۳۵ – ۷ ژانویهٔ ۲۰۰۲) بازیگر و کمدین اهل ایالات متحده آمریکا بود. وی بین سال‌های ۱۹۶۴ تا ۲۰۰۱ میلادی فعالیت می‌کرد.
از فیلم‌ها یا برنامه‌های تلویزیونی که وی در آن نقش داشته‌است، می‌توان به کنکورد … فرودگاه ۷۹، مسیر کاننبال ۲، رابین هود: مردانی در لباس چسبان، آب را نخورید، مانیتورها، شکار لاشخور، مک‌کلاود، کارآگاه راکفورد، روزهای زندگی ما، دراکولا و یاکو و واکو اشاره کرد.